# Filetto riportato

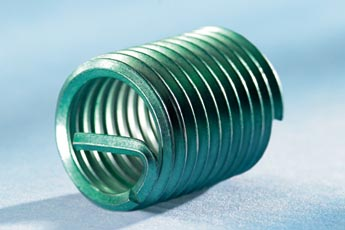

Il filetto riportato (anche helicoil) è un inserto metallico che s'installa in fori filettati per ottenere filetti di maggiore robustezza oppure per ripristinare madreviti spanate o molto rovinate. Ha l'aspetto di una molla e di solito è realizzato in acciaio.

## Costruzione

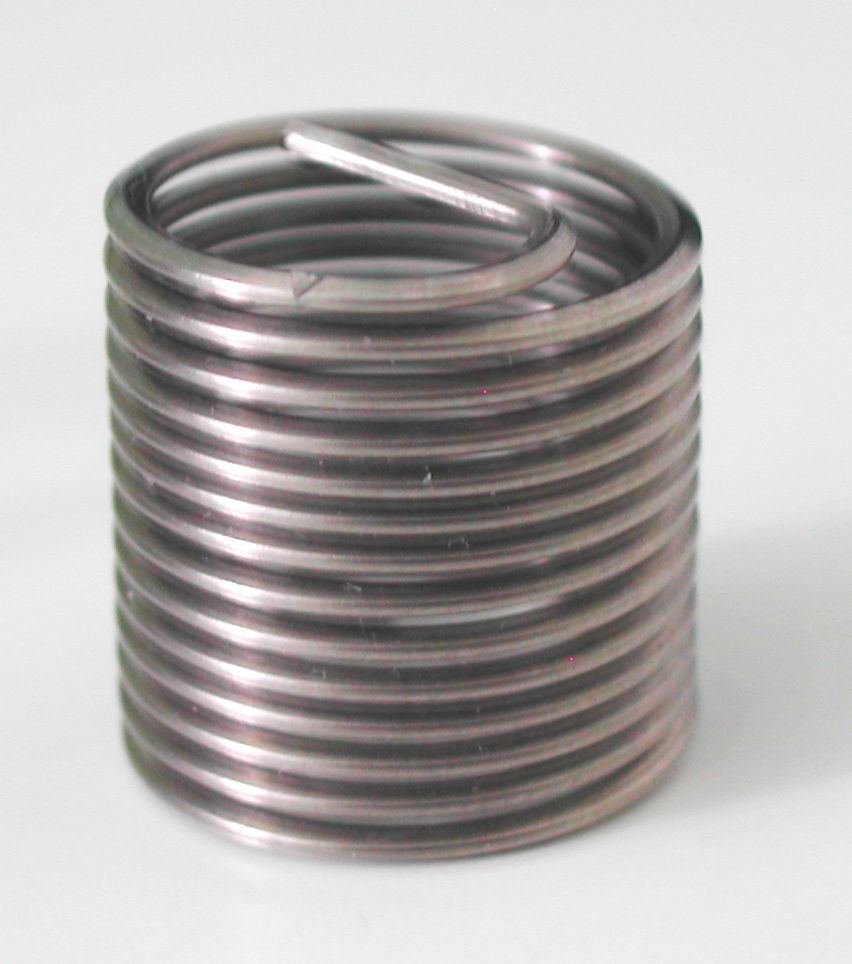
Filetto riportato M14x1.25

Si usano fili a sezione romboidale laminati a freddo. Il materiale di solito è l'acciaio inossidabile più comune, l'AISI 304, ma per impieghi speciali si usano anche l'acciaio inossidabile AISI 316, il nimonic, l'inconel e il bronzo fosforoso. Il filo viene avvolto come una molla in modo che il diametro esterno delle spire, a riposo, sia di poco maggiore di quello del foro in cui verrà avvitato; anche il diametro interno, sempre a riposo, risulta quindi maggiore rispetto a quello delle viti che dovrà accogliere. Una delle estremità del filo piega ad angolo retto e forma un nasello radiale trascinatore che permette la presa dell'inserto per l'avvitamento.

Durante l'installazione il filetto viene inserito e avvitato con l'apposito utensile, le spire si contraggono e si adattano al diametro del foro, il diametro interno si riduce e raggiunge il valore nominale. Questo accorgimento assicura grande superficie di contatto e ottimo bloccaggio dell'inserto contro la parete del foro.

## Montaggio

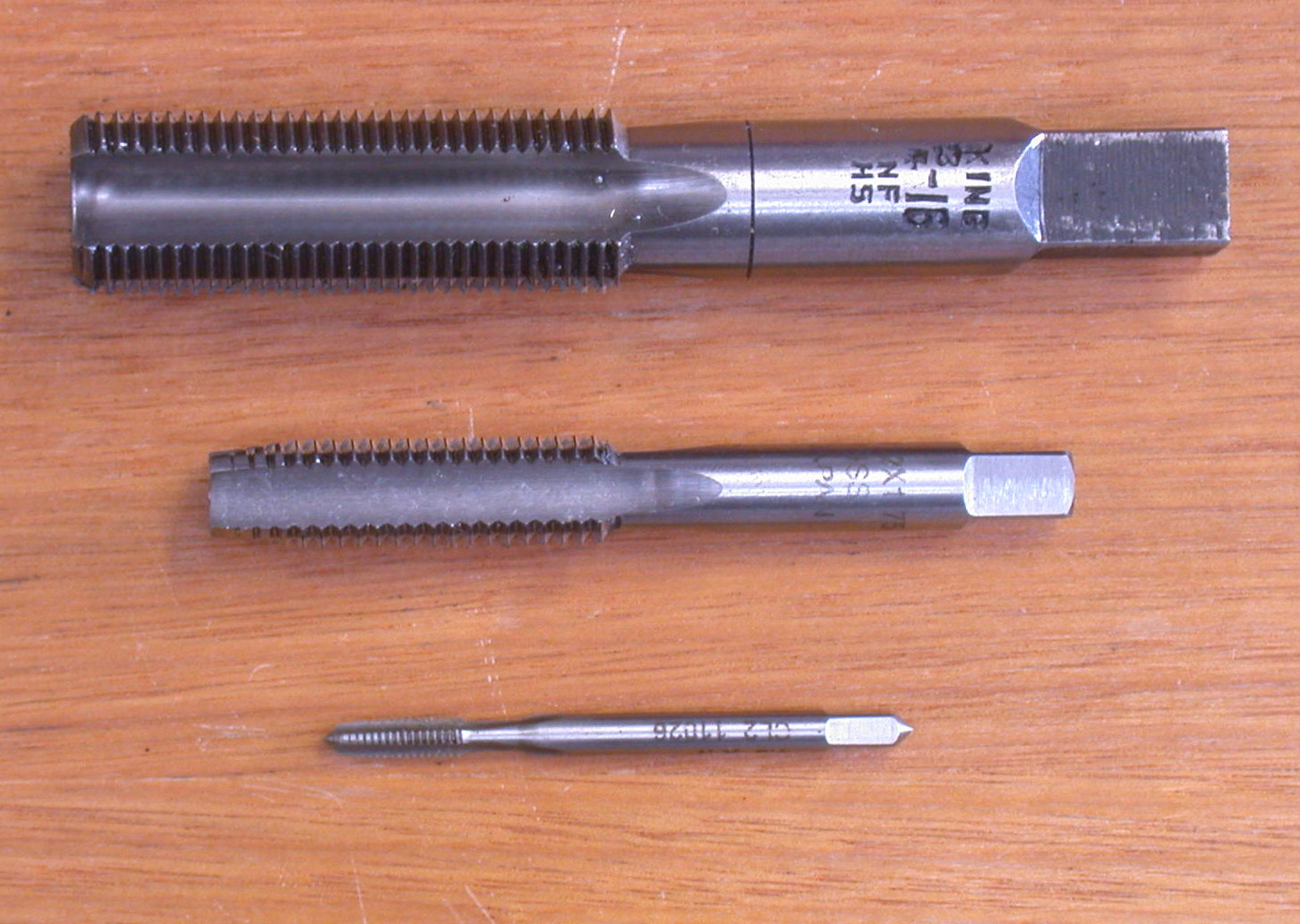
Maschi

Dopo aver praticato un foro di opportuno diametro, indicato da tabelle, si procede alla filettatura con maschio filettante di profilo di filettatura, diametro e passo adatti, anche queste ricavabili da tabelle. Ovviamente, il passo è identico a quello della filettatura nominale. Si appoggia l'inserto all'imboccatura del foro e con l'apposito posatore, che può essere a mano oppure automatico, lo si avvita pian piano assicurandosi che penetri completamente nel foro senza sporgere. Infine si spezza il trascinatore con una pinza a becco lungo, con l'accortezza di non lasciarlo cadere nella sede.
La pressione esercitata dalle spire contro la parete garantisce la massima tenuta e assicura il buon bloccaggio. La sua forma a molla gli conferisce ottima adattabilità sia radiale sia assiale a eventuali assestamenti o lievi imprecisioni del filetto che lo accoglie.

## Kit di riparazione

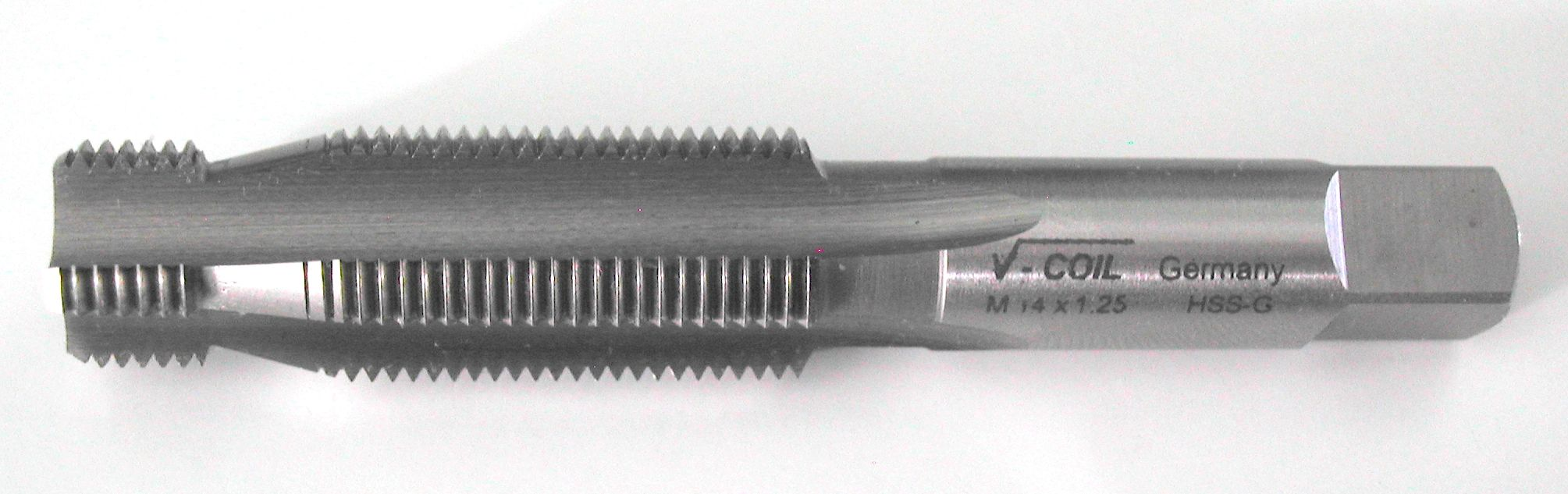
Maschio pilot nose

Per l'uso occasionale sono reperibili presso le utensilerie kit completi di riparazione. Molto usati sono i kit per ripristinare i filetti di testa delle candele nei motori endotermici. Contengono:
- tabella con le misure di riferimento per il foro e la maschiatura
- inserto filettato
- maschio intermedio HSS, eventualmente in versione pilot nose per maschiatura combinata
- utensile posatore